# Sínai Szent Gergely
Sínai Szent Gergely (kb. 1255 – 1346. november 27.) bizánci szerzetes, egyházi író.
I. Kallixtosz konstantinápolyi pátriárka (p.: 1350–1353, 1355–1363) által írt életrajza szerint a Kukuluszban született Gergely török fogságból szabadulva először szerzetes volt Cipruson, majd a Sínai-félszigeten fekvő Szent Katalin monostorban. Később az Athosz-hegyra költözött, ahol a Jézus-ima segítségével szert tett a hészükhaszta lelkiségre. Számos tanítvány sereglett köré, ám a törökök háborgatásai miatt el kellett hagyniuk a félszigetet. Panoriában (Bulgária) létesítettek kolostort, ahol Gergely nagy tiszteletben álló tanítóként halt meg.
A nyugalomról és az imádságról és Beszéd Urunk Jézus Krisztus szent színeváltozásáról c. művei a hészükhaszta tanítás foglalatai. A 14.–15. századi bizánci misztika történetét illetően jelentős, hogy Gergely a Jézus-ima révén szemlélhető Isteni fényt azonosítja Jézus Tábor hegyén történt színeváltozásának ragyogásával. Művei részben belekerültek a Philokaliába.